# Mark Padmore
Mark Joseph Padmore (* 8. März 1961 in London) ist ein britischer Tenor. Er zählt zu den weltweit bedeutendsten Bach-Interpreten.

## Leben
Mark Padmore wuchs in Canterbury in England auf. Mit elf Jahren trat er in den Schulchor ein. Er studierte Klarinette und Klavier, bevor er ein Stipendium für Chorgesang am King’s College in Cambridge erhielt. Er schloss sein Studium 1982 mit einem Ehrendiplom in Musik ab.
In Konzerten ist er mit den führenden Orchestern der Welt aufgetreten, darunter mit den Berliner Philharmonikern, dem Münchner Rundfunkorchester, den Wiener Philharmonikern, den New Yorker Philharmonikern, dem London Philharmonic Orchestra, dem Concertgebouw-Orchester, dem Boston Symphony Orchestra, dem Philharmonia Orchestra und dem London Symphony Orchestra.
Padmore hat sich im Liedbereich und als Interpret von Johann Sebastian Bachs Werken einen Namen gemacht; insbesondere seine Auftritte als Evangelist in der Matthäus- und Johannes-Passion in der Inszenierung von Peter Sellars mit den Berliner Philharmonikern unter Simon Rattle erlangten besondere Aufmerksamkeit. Er tritt regelmäßig mit dem Orchestra of the Age of Enlightenment auf, mit dem er Projekte zu den Bach-Passionen konzipiert hat. Auf der anderen Seite beschäftigt er sich auch mit Neuer Musik. Viele Komponisten haben Werke für ihn geschrieben, darunter Marc-Anthony Turnage, Alec Roth, Ryan Wigglesworth, Thomas Larcher und Hans Zender. Neben seiner Sängerkarriere ist er künstlerischer Leiter des St. Endellion Music Festivals in Cornwall.
Mark Padmore erhielt 2014 die Ehrendoktorwürde der University of Kent. 2016 wählte ihn die Zeitschrift Musical America zum Vokalisten des Jahres. Für seine Verdienste um die Musik wurde er 2019 zum Commander of the Order of the British Empire (CBE) ernannt.